# Kunstmuseum Charkiw

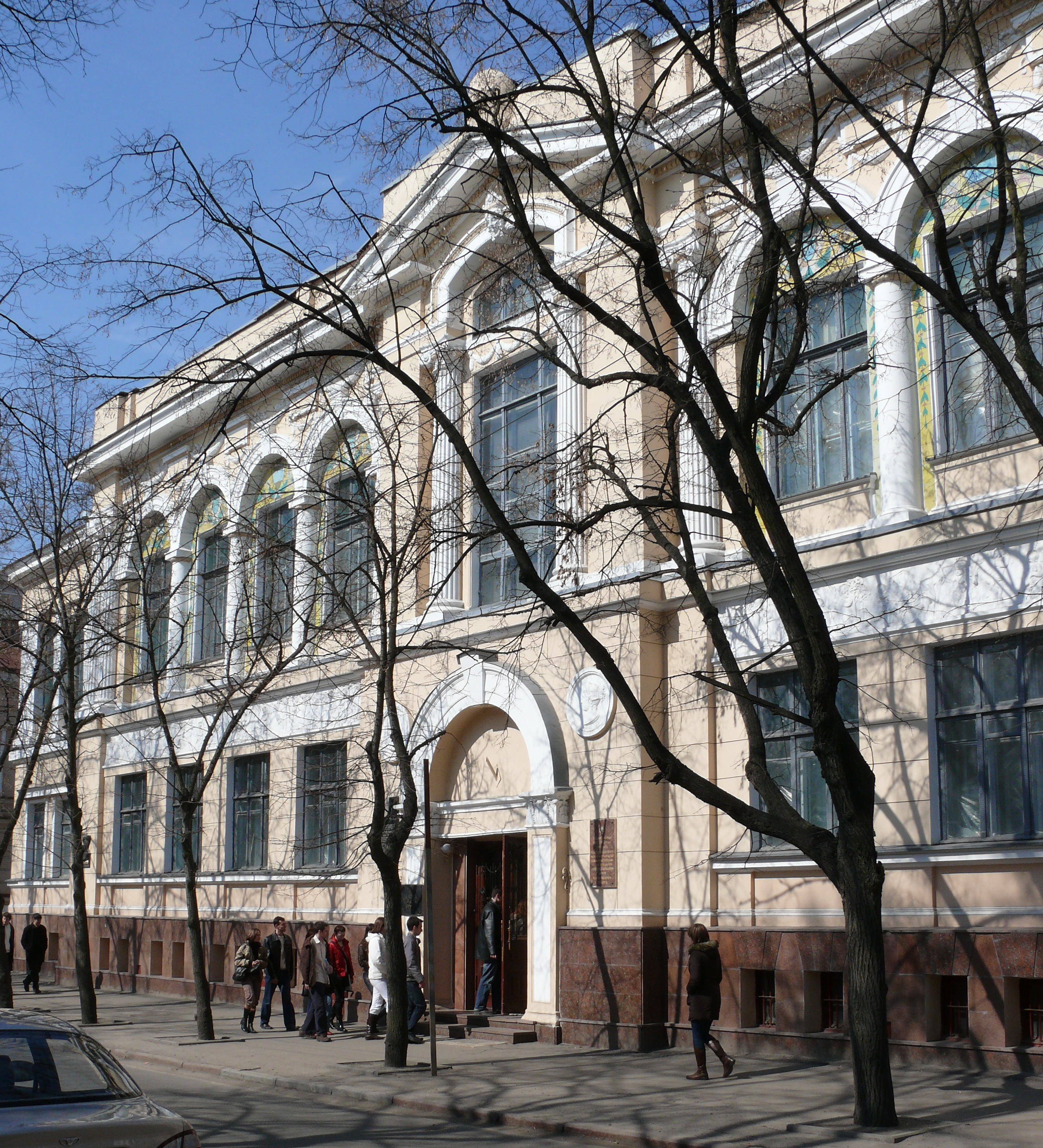
Museumseingang

Das Kunstmuseum Charkiw (ukrainisch Харківський художній музей) ist ein Kunstmuseum in der ukrainischen Stadt  Charkiw.

## Geschichte
Das Museum entstand 1805, als auf Anregung des Naturwissenschaftlers, Publizisten und Bildungspolitikers Wassyl Karasin die Kaiserliche Universität von Charkiw gegründet wurde. Damals sorgte der Vertraute des Zaren Alexander I. für eine Sammlung von großformatigen Staatsporträts und Reproduktionsstichen als Lehrmittel der Fakultät für Geschichte und Sprachen.
Ivan E. Betski – wohl aus der adeligen Familie des unter Katharina II. tätigen Ministers für Erziehung und Wohlfahrt – stiftete um die Jahrhundertmitte 545 Meisterwerke italienischer Maler. Erst 1861 wurde das Museum der bildenden Kunst und Antiquitäten öffentlich zugänglich. Im Jahre 1875 hinterließ der Architekt, Grundbesitzer und Kunstsammler Arkadij Nikolaevič Alferov 50 Gemälde, 420 Zeichnungen und Aquarelle, die er während seiner Reisen in der Türkei, Griechenland und Italien erstanden hatte. 1894 wurde von dem Kunsthistoriker Egor Kuz'mič Redin eine Abteilung für Theorie und Geschichte der Künste eingerichtet, in der auch die Byzantinistik gepflegt wurde. Im Jahr 1896 beschloss der Stadtrat von Charkow, von dem Professor der Geographie, Andrei Nikolajewitsch Krasnow, eine ethnographische Abteilung mit Kunstwerken aus Japan, Indien, China und Mittelasien anlegen zu lassen.
Zu Beginn der 1920er Jahre wurden Forschung und wissenschaftliche Werke der Kunsthistoriker von Charkow scharf kritisiert. Das Haus wurde mit dem Ziel, die „Zentren der Konterrevolution“ zu vernichten, neu organisiert.
Die staatliche ukrainische Bildergalerie wurde 1935 eröffnet. 1937 wurden die der sozialistischen Ideologie „schädlichen“ Exponate entfernt. Am Vorabend des Zweiten Weltkrieges zählte die Sammlung mit rund 75 000 Exponaten zu den Besten der Sowjetunion. Lediglich 1/15 des gesamten Bestandes konnte vor der Besetzung durch die deutsche Wehrmacht nach Sibirien in Sicherheit gebracht werden. 4711 Exponate fanden schließlich einen Platz im Nowosibirsker Operntheater neben den Beständen der staatlichen Tretjakow-Galerie.
Der „Sonderstab Charkow“ meldete am 11. Dezember 1943 der Stabsführung des Einsatzstabes Reichsleiter Rosenberg in Berlin-Charlottenburg, dass neben 96 ukrainischen „185 Stück westeuropäische Gemälde“ dem „Herrn Reichskommissar“ in Rowno zugeführt worden seien.
Kunstwerke, die in Charkiw blieben, wurden geplündert, die Reste von deutschen Truppen gebrandschatzt. Die wenigen erhaltenen Objekte kehrten nach Kriegsende aus der Evakuierung zurück. Manches konnte aus dem Brandschutt gerettet werden. Aus den Ruinen entstand 1944 ein Nachkriegsmuseum, dessen Namen von vom „Charkower-Staats-Museum der ukrainischen Kunst“ zu „Charkow Staatsmuseum für Bildende Kunst“ und 1965 zum „Kharkov Kunstmuseum“ wechselte.

## Abbildungen einiger Gemälde

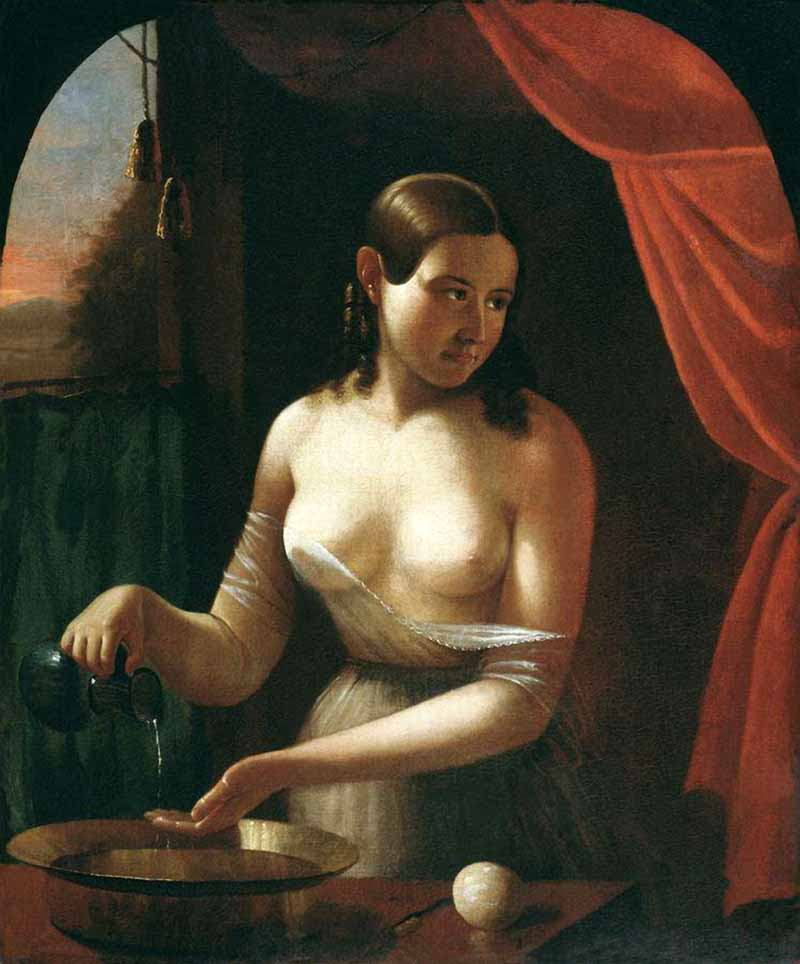
Hryhorij Laptschenko, "Morgen", 1830
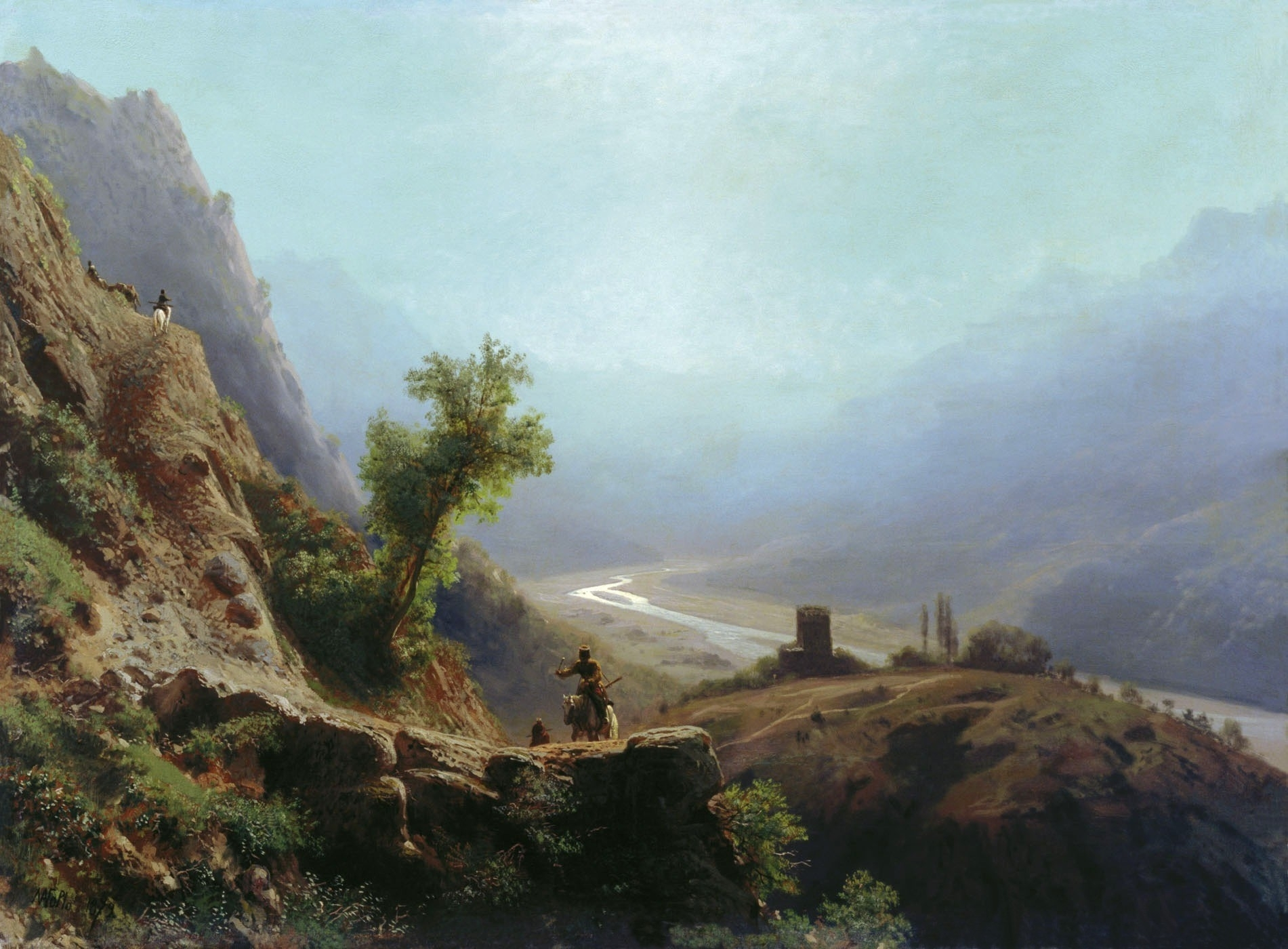
Lew Lagorio, "In den Bergen des Kaukasus", 1879
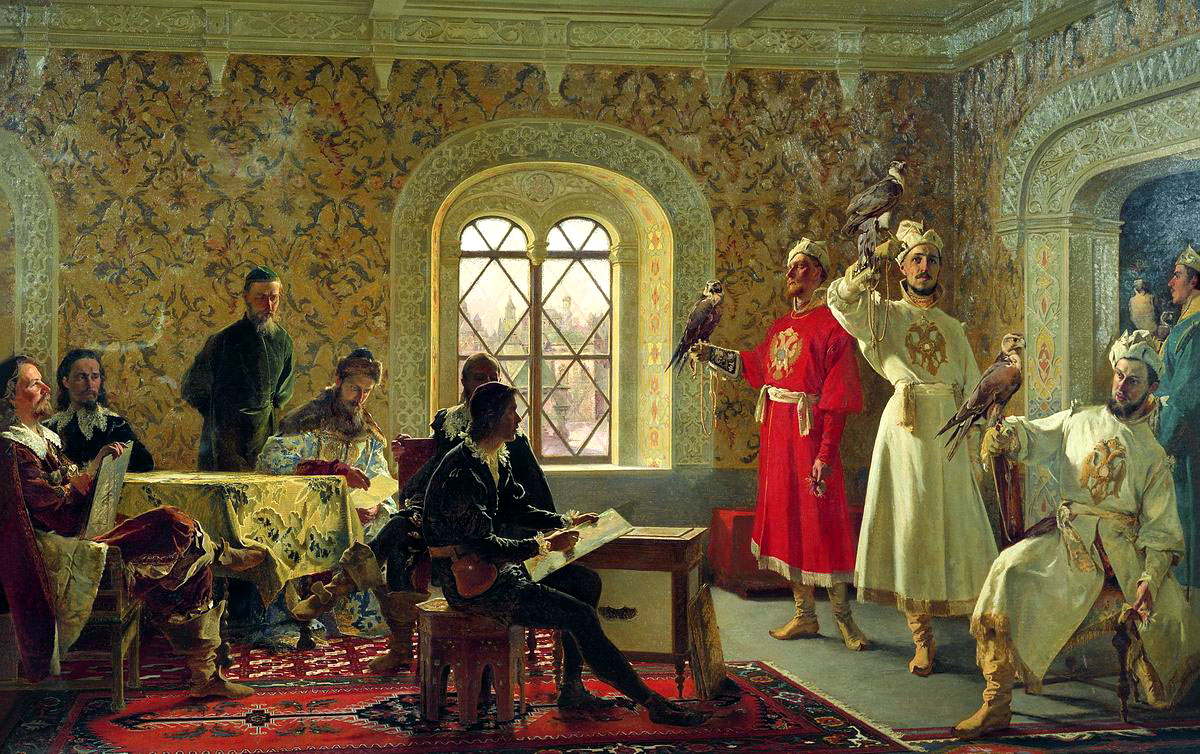
Alexander Litowtschenko, 1889
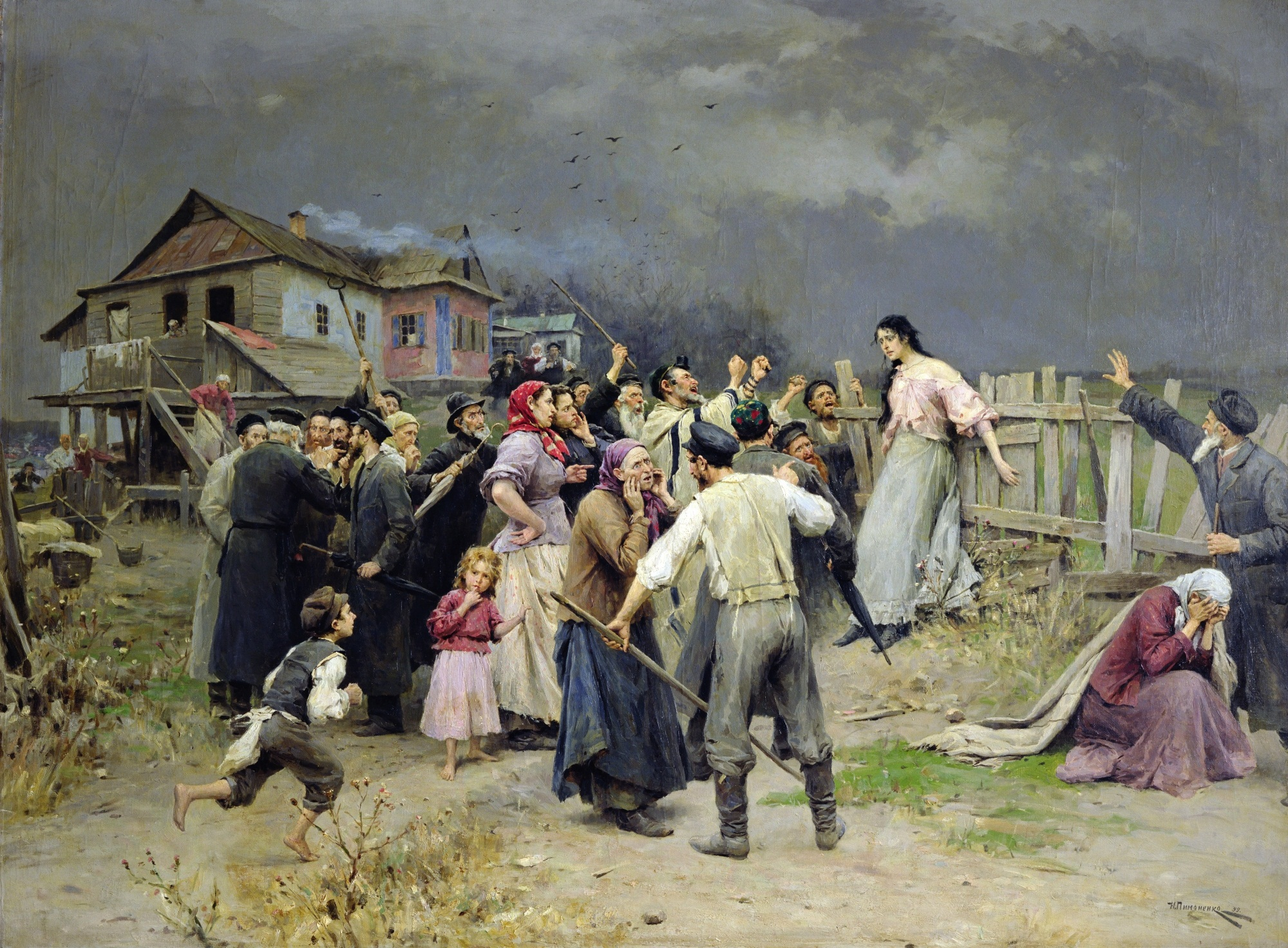
Mykola Pymonenko, Opfer des Fanatismus, etwa 1899
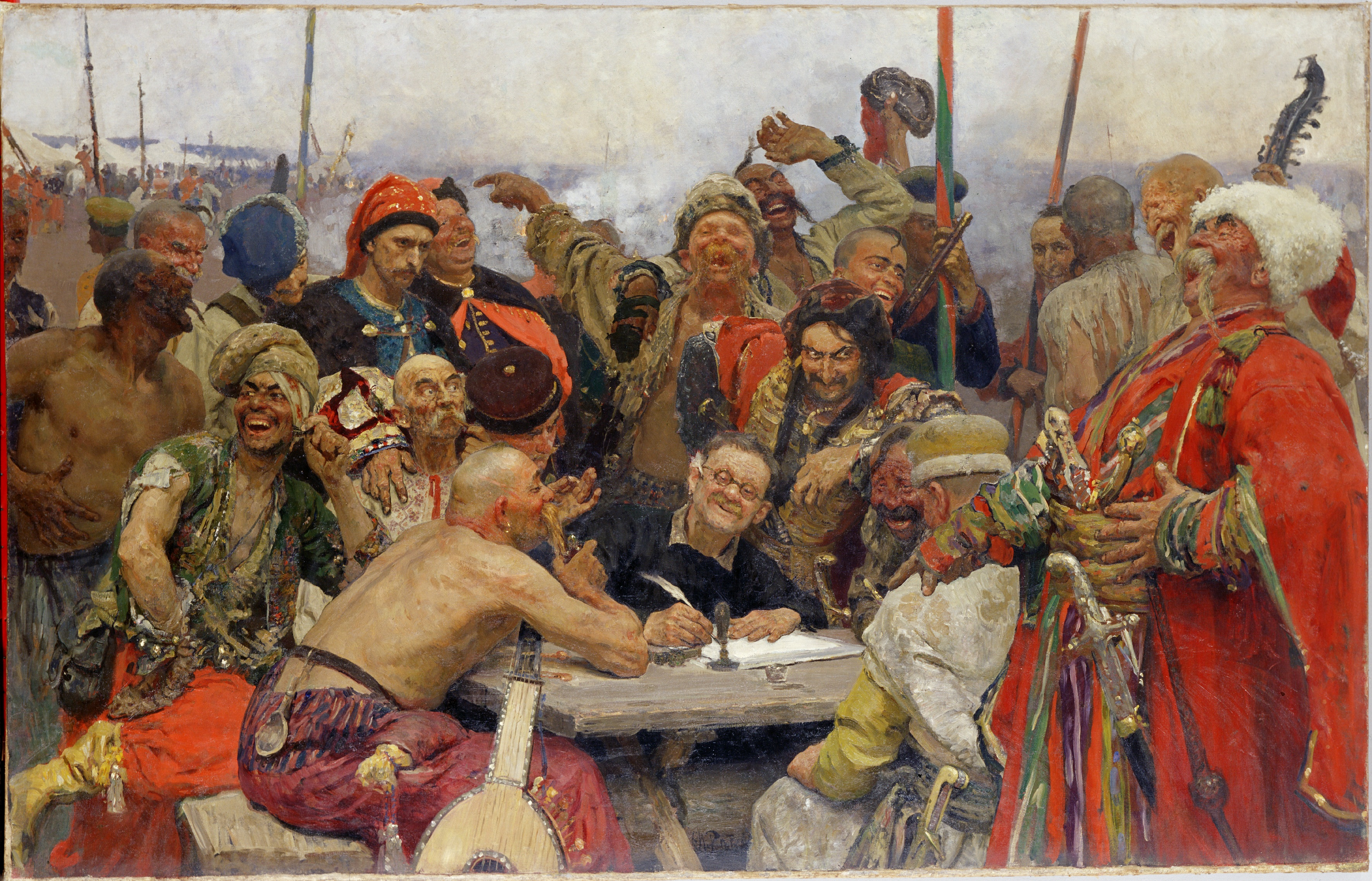
Ilja Repin, Skizze Die Saporoger Kosaken schreiben dem türkischen Sultan einen Brief, etwa 1893